# Remoulade

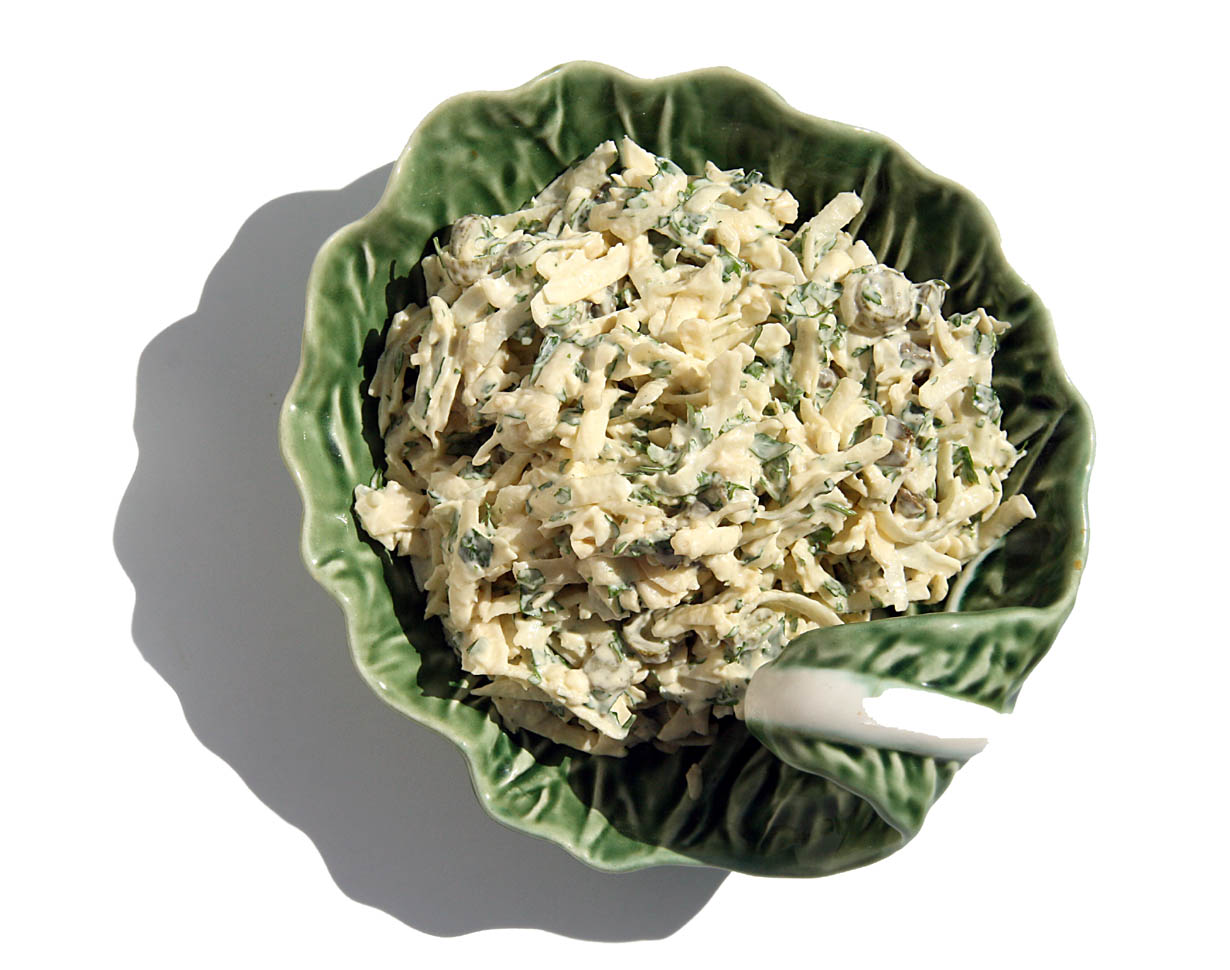
Remoulade tradicional con apionabo.

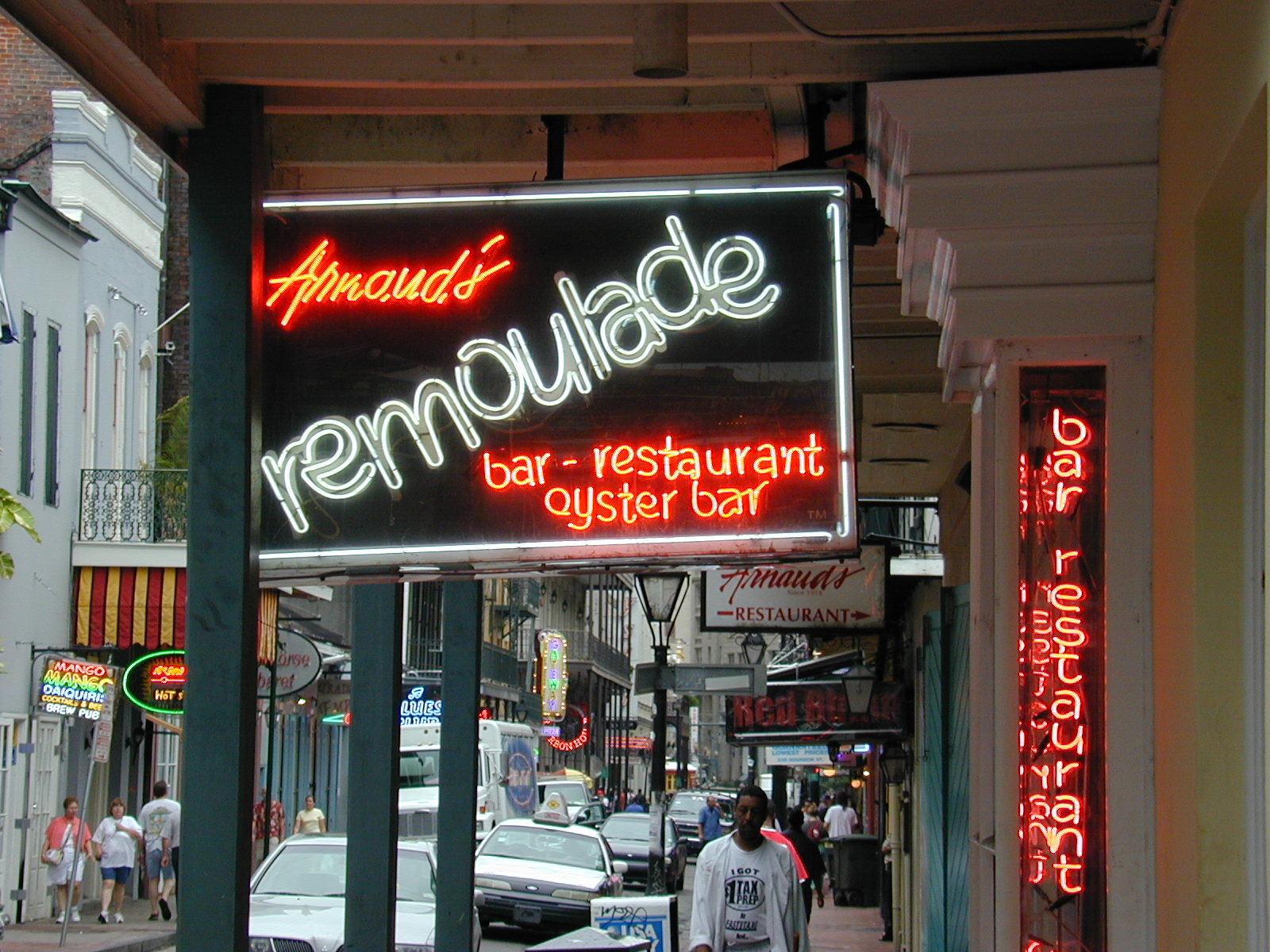
Letrero luminoso de un restaurante de Nueva Orleans llamado Arnaud's Remoulade.

La salsa remoulade es una salsa tradicional francesa hecha con mayonesa y mostaza blanca. Sirve para acompañar verduras al vapor, pescados y carnes frías o calientes, incorporando a veces un picadillo muy fino de alcaparras, pepinillos en vinagre, anchoas, perejil y estragón. La remoulade es sobre todo conocida gracias al entrante llamado céleri rémoulade (apio remoulade) que consiste en raíz de apionabo (Apium graveolens var. rapaceum) rallada y mezclada con la versión tradicional de la salsa.
Su fama se ha extendido a países europeos como Alemania, Holanda, Islandia y Dinamarca donde se comercializa una variante industrial bajo el nombre de remoulade danesa, muy apreciada en Suecia y en Noruega. Se usa para aderezar los tradicionales Smørrebrød escandinavos, el rosbif frío, y los filetes y albóndigas de pescado. En el norte de Europa, la remoulade es una alternativa común al ketchup para los perritos calientes y las patatas fritas. La salsa incorpora otros ingredientes que le confieren un sabor más dulce.
En los Estados Unidos de América, en el estado de Luisiana, la salsa remoulade ha sido popularizada por los Cajunes, que la llaman remolaude. En esta versión se suele mezclar la salsa con pimenta de Cayena o con jalapeños. Es usada principalmente combinada con patatas fritas, roast beef, gambas o como salsa para los perritos calientes.

## Orígenes del nombre
Existen dos explicaciones diferentes. Según el Centre national de recherche textuel et lexical (Centro nacional de investigación textual y léxica), el término proviene del antigo sustantivo remolade (1740) o rémoulade (1746) derivados de rouchi remola (rábano picante gris, rábano negro) y ramolos (rábano picante). Según el diccionario Littré y el cocinero y periodista gastronómico Joseph Favre (1883), que la ortografían respectivamente rémolade, rémoulade y remoulade, el término vendría del verbo remoudre a través de remoulu (molido dos veces), porque los ingredientes eran triturados en un mortero.